# Резолюція Генеральної Асамблеї ООН ES-11/5
Резолю́ція Генера́льної Асамбле́ї ОО́Н ES-11/5 «Сприяння здійсненню правового захисту та забезпеченню відшкодування збитків у зв'язку з агресією проти України» була ухвалена 14 листопада 2022 року Генеральною Асамблеєю ООН відкритим голосуванням країн-членів ООН, 94 з яких висловилися «за», 14 — «проти», а 73 країн «утримались».

## Голосування
Проєкт резолюції A/ES-11/L.6, який запропонували 7 листопада 2022 року 46 держав-членів ООН, а до 14 листопада до співавторства долучилися ще 11 держав (напівжирним шрифтом), ухвалили 14 листопада на 15 пленарному засіданні 11-ї надзвичайної спеціальної сесії Генеральної Асамблеї кваліфікованою більшістю присутніх як A/RES/ES-11/5:
| Голос         | Кількість | Держави-члени Організації Об'єднаних Націй |
| ------------- | --------- | --- |
| За            | 94        | Австралія, Австрія, Албанія, Андорра, Аргентина, Афганістан, Бельгія, Бенін, Болгарія, Боснія і Герцеговина, Вануату, Велика Британія, Гана, Гватемала, Греція, Грузія, Данія, Джибуті, Домініканська Республіка, Еквадор, Естонія, Замбія, Ірландія, Ісландія, Іспанія, Італія, Кабо-Верде, Канада, Катар, Кенія, Кіпр, Кірибаті, Колумбія, Коморські Острови, Коста-Рика, Кот-д'Івуар, Кувейт, Латвія, Литва, Ліберія, Ліхтенштейн, Люксембург, М'янма, Малаві, Мальдіви, Мальта, Маршаллові Острови, Мексика, Молдова, Монако, Науру, Нігер, Нідерланди, Німеччина, Нова Зеландія, Норвегія, Палау, Панама, Папуа Нова Гвінея, Парагвай, Перу, Південна Корея, Північна Македонія, Польща, Португалія, Румунія, Самоа, Сан-Марино, Сейшельські Острови, Сінгапур, Словаччина, Словенія, Соломонові Острови, Сомалі, Сполучені Штати Америки, Того, Тувалу, Туреччина, Угорщина, Україна, Уругвай, Федеративні Штати Мікронезії, Фіджі, Філіппіни, Фінляндія, Франція, Хорватія, Чад, Чехія, Чилі, Чорногорія, Швейцарія, Швеція, Японія |
| Проти         | 14        | Багамські Острови, Білорусь, Еритрея, Ефіопія, Зімбабве, Іран, Китайська Народна Республіка, Куба, Малі, Нікарагуа, Північна Корея, Росія, Сирія, Центральноафриканська Республіка |
| Утрималися    | 73        | Алжир, Ангола, Антигуа і Барбуда, Бангладеш, Барбадос, Бахрейн, Беліз, Болівія, Ботсвана, Бразилія, Бруней, Бурунді, Бутан, В'єтнам, Вірменія, Габон, Гаїті, Гамбія, Гаяна, Гвінея-Бісау, Гвінея, Гондурас, Гренада, Екваторіальна Гвінея, Есватіні, Єгипет, Ємен, Ізраїль, Індія, Індонезія, Ірак, Йорданія, Казахстан, Камбоджа, Киргизстан, Лаос, Лесото, Ліван, Лівія, Маврикій, Мавританія, Мадагаскар, Малайзія, Мозамбік, Монголія, Намібія, Непал, Нігерія, Об'єднані Арабські Емірати, Оман, Пакистан, Південний Судан, Південно-Африканська Республіка, Республіка Конго, Руанда, Сальвадор, Саудівська Аравія, Сент-Вінсент і Гренадини, Сент-Кіттс і Невіс, Сент-Люсія, Сербія, Судан, Суринам, Східний Тимор, Сьєрра-Леоне, Таджикистан, Таїланд, Тринідад і Тобаго, Туніс, Уганда, Узбекистан, Шрі-Ланка, Ямайка |
| Не голосували | 12        | Азербайджан, Буркіна-Фасо, Венесуела, Демократична Республіка Конго, Домініка, Камерун, Марокко, Сан-Томе і Принсіпі, Сенегал, Танзанія, Тонга, Туркменістан |
| Всього        | 193       | |